# Azúcar (serie de televisión de 1989)
Azúcar es una serie de televisión colombiana producida para RCN Televisión y emitida por Cadena Dos. Está basada en la historia original de Rodolfo Gómez. Protagonizada por Gerardo de Francisco, Kristina Lilley y Carmenza Gómez, contando con las participaciones antagónicas de Vicky Hernández; Alejandra Borrero y Luis Fernando Hoyos, y las actuaciones estelares de Pedro Noguera y José Quessep. Fue la primera serie colombiana en tener actores de raza negra en la televisión de dicho país.
El logotipo de esta telenovela se convirtió en el logotipo genérico del Ingenio Incauca, representando la identidad visual de esta importante empresa azucarera en Colombia.

## Argumento
Esta clásica historia narra la vida de las personas, los ingenios azucareros y los cañaduzales en el Valle del Cauca, mostrando la tradición y cultura de esta región colombiana.
La historia es sobre la relación amorosa entre el patrón Manuel María Solaz y la sirvienta de raza negra Sixta Lucumi, quienes cociben un hijo llamado Maximiliano Solaz, lo cual desencadena el rechazo de toda la familia al ser de origen mestizo único varón siendo así el principal heredero del mayor ingenio azucarero de la región y de toda la fortuna de los Solaz por fuera del matrimonio. La esposa al sentirse traicionada, se encargará de arrebatarle la criatura, lo que ocasionara que Sixta con conocimientos de magia y brujería negra al verse burlada por su gran amor, lanzará una maldición sobre la familia Solaz que se extenderá por 3 generaciones.
'......EL AZÚCAR PARA SER BLANCA, NECESITA DE LA SANGRE NEGRA, DE LA SEMILLA NEGRA Y DE LA TIERRA NEGRA.......'

## Elenco
- Gerardo de Francisco - Manuel María Solaz
- Carmenza Gómez - Sixta Lucumi
- Norma Patricia Pinzón - Matilde Vallecilla de Solaz
- Danna García - Caridad Solaz Vallecilla (niña)
- Alejandra Borrero - Caridad Solaz Vallecilla (adulta)
- Pedro Noguera - Maximiliano Solaz Lucumi
- Lucy Mendoza - Celia de Solaz
- Alberto Valdiri - Santiago Solaz Vallecilla
- Luly Bossa - Ana Julia Beldén de Solaz
- Julian Román - Ignacio Solaz (niño)
- Óscar Borda - Ignacio Solaz (adulto)
- Julieta García - Mariana Solaz Beldén (niña)
- Erika Schütz - Mariana Solaz Beldén (adulta)
- Vicky Hernández - Raquel Vallecilla Cucalón/Magaly Pompa Batista
- Kristina Lilley - Alejandrina Vallecilla Cucalón de Solaz
- Hansel Camacho - Lucio de Souza Asprilla
- Leonor González Mina - Zenobia Mosquera
- Bárbara Perea - Lola
- José Quessep - Padre Pedro Nel López
- Luis Fernando Ardila - Padre Germán Diazgranados
- Luis Fernando Hoyos - Francisco Javier Marulanda
- Bernardo González - Joaquín
- Edna Rocío - Rosa Canela "La Canelita" Solaz Solaz
- Álvaro Araújo - Douglas Charles Lee "Carlos" Cummings Solaz
- Julio Medina - Lee Cummings
- Jimmy Bernal - Ricardo Cummings
- Julio César Luna - Luis Mondiné
- Helios Fernández - Doctor José Hernández
- Humberto Arango - "El Kaiser"
- Sebastián Ospina - Justo Cabal
- Rocío Chacón - Flor Ángela Saavedra Saavedra de Solaz
- Rita Robert - Rita
- Ana Mazhari- Kimi Zu
- Cristóbal Errázuriz - Timoleón Restrepo
- Manuel Busquets - George Beldén
- Rosemary Bohórquez - Susan Beldén
- Iris Oyola - Juliana
- Diego Vélez - Delfín Triana
- Lorena Álvarez - Diana Mondiné
- Samir Yhid - Candelario "El Sabroso" Caicedo
- Saskia Loockartt - Lili Mancera
- Gerardo Calero - Teniente Milton Cárdenas
- Edmundo Troya - Alejandro Falla
- Carlos Mayolo - Capitán Mancera
- Salvo Basile - Augusto Pignatelli Spinazolla
- Aida Fernández - Beatriz Conde
- Margarita Ortega
- Gilberto Forero
- Luis Fernando Montoya - Christian
- Hernán Zajar - Él Mismo
- Ricardo Guzmán - Dr. Velasco

## Premios y nominaciones
| Premio                                                | Categoría                       | Nominado                | Resultado |
| ----------------------------------------------------- | ------------------------------- | ----------------------- | --------- |
| Premios India Catalina (VII edición) 1990             | Mejor director                  | Carlos Mayolo           | Ganador   |
| Premios India Catalina (VII edición) 1990             | Mejor fotografía                | Rodrigo Lalinde         | Ganador   |
| Premios India Catalina (VIII edición) 1991            | Mejor actriz protagónica        | Vicky Hernández         | Ganadora  |
| Premios India Catalina (VIII edición) 1991            | Mejor actriz protagónica        | Alejandra Borrero       | Nominada  |
| Premios India Catalina (VIII edición) 1991            | Mejor banda sonora              | Mario Cuesta            | Nominado  |
| Premios Simón Bolívar de Televisión (IV edición) 1991 | Mejor actriz de reparto         | Vicky Hernández         | Ganadora  |
| Premios Simón Bolívar de Televisión (IV edición) 1991 | Mejor actor revelación del año  | Hansel Camacho          | Ganador   |
| Premios Simón Bolívar de Televisión (IV edición) 1991 | Mejor actriz revelación del año | Érika Shultz            | Ganadora  |
| Premios TVyNovelas (Colombia) (I edición) 1992        | Mejor dramatizado               | Mejor dramatizado       | Nominada  |
| Premios TVyNovelas (Colombia) (I edición) 1992        | Mejor serie o miniserie         | Mejor serie o miniserie | Nominada  |
| Premios TVyNovelas (Colombia) (I edición) 1992        | Mejor actriz revelación del año | Kristina Lilley         | Ganadora  |

## Versiones
- Azúcar. Fox Telecolombia realizó en 2016 una adaptación de esta historia. Presentada por RCN Televisión, y protagonizada por María Fernanda Yepes, Kriss Cifuentes, Juan Pablo Gamboa, Valentina Acosta e Indhira Serrano, con las participaciones antagónicas de Alejandra Borrero y John Alex Toro.